# Elisabeth Ohlson Wallin

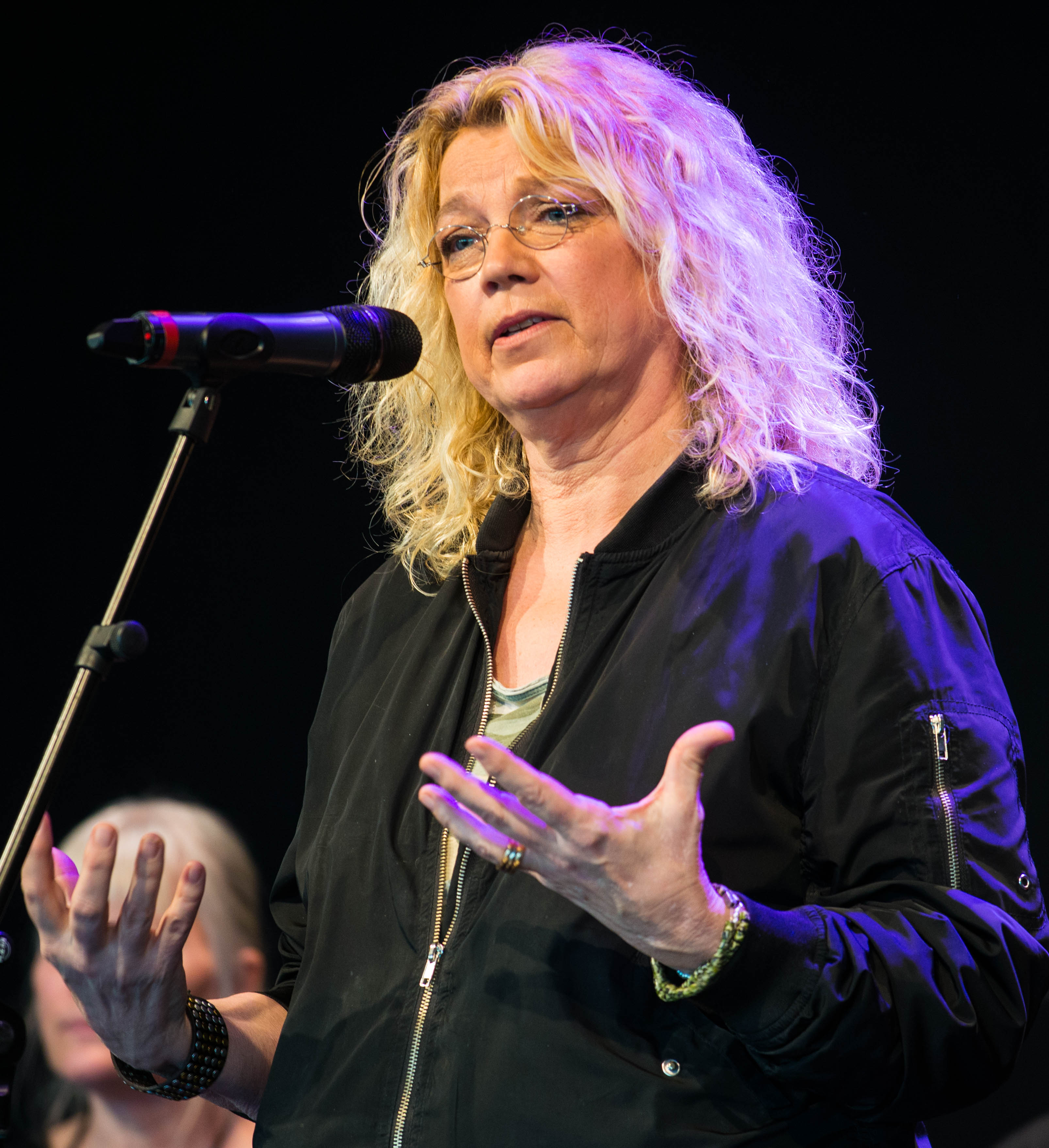
Elisabeth Ohlson Wallin, 2015

Elisabeth Ohlson Wallin (* 28. Mai 1961 in Skara; † 30. Oktober 2024) war eine schwedische Fotografin und Bildende Künstlerin.

## Leben und Werk
Ohlson Wallin arbeitete als Pressefotografin bei mehreren Tageszeitungen, bevor sie sich 1988 als freischaffende Fotografin selbstständig machte. Sie thematisierte in ihren Fotografien die Diskriminierung von LGBT-Personen durch Gruppen, Staat und Kirche, in die ihre eigenen Erfahrungen als lesbische Frau einfließen. Sie war Autorin mehrerer Bildbände unter anderem zu den Themen HIV und AIDS, zur Homosexualität, Religion, Sexualität und zu menschlichen Beziehungen. Ihre Arbeiten stellten oft Homosexuelle, Transsexuelle und Transvestiten dar. Sie führte außerdem Regie bei Trailern und Musikvideos. Elisabeth Ohlson Wallin war viele Jahre ehrenamtlich in der schwedischen AIDS/HIV-Organisation „Noaks Ark“ tätig.  Sie wohnte in Stockholm. Elisabeth Ohlson Wallin war verheiratet mit Minna Strömberg Wallin, mit der sie zwei Kinder hatte und lebte später mit ihrer Partnerin Cecilia Uddén, Journalistin und Nahost-Korrespondentin von Sveriges Radio, zusammen.

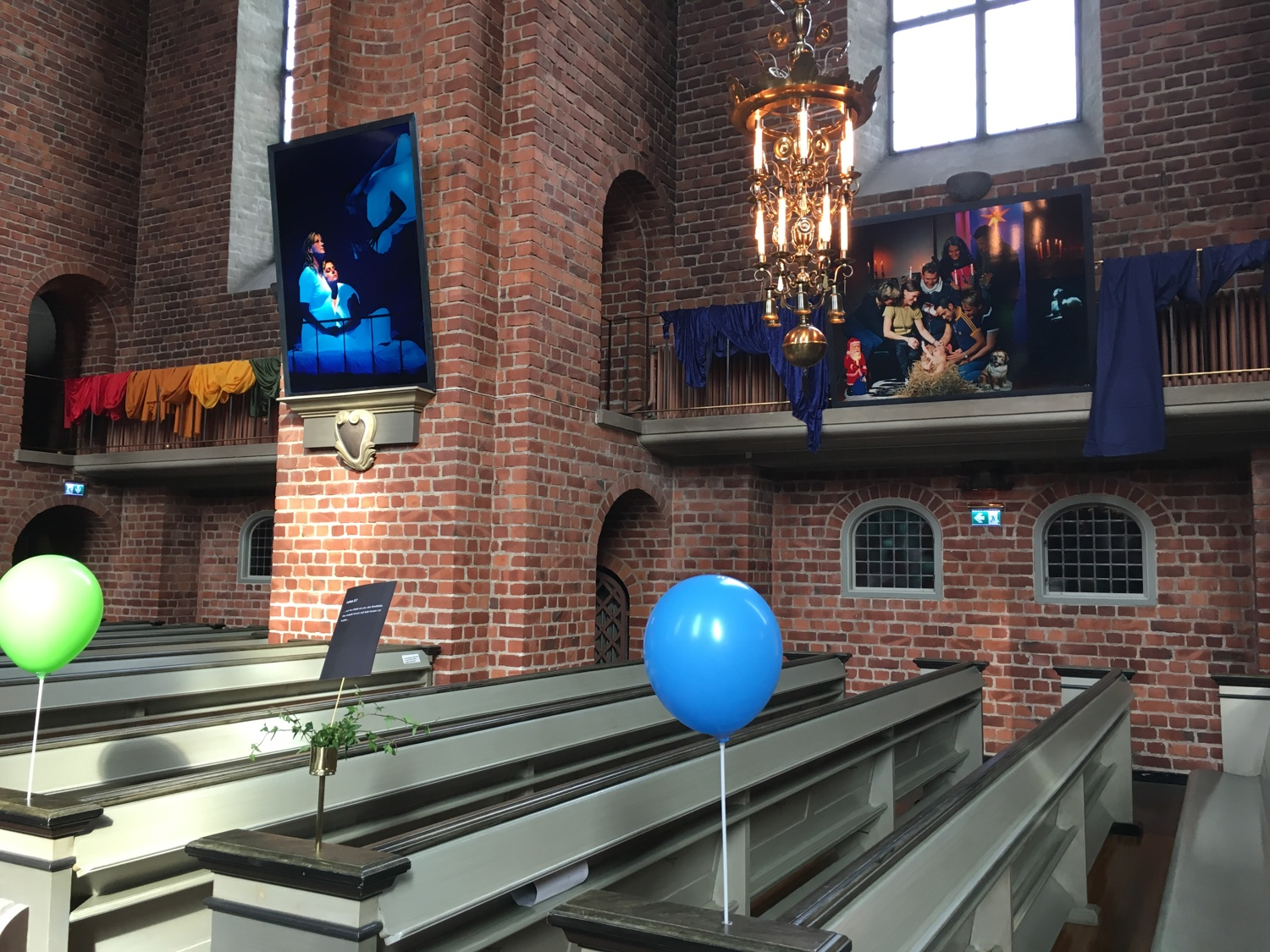
Klosterkirche, Eskilstuna

Mit der Ausstellung Ecce Homo 1998 wurde Elisabeth Ohlson Wallin einer breiten Öffentlichkeit bekannt. Ecce Homo besteht aus zwölf Fotografien, die von Künstlern wie Michelangelo und Leonardo da Vinci dargestellte biblische Motive aus dem Neuen Testament interpretiert. Dabei werden zwölf Momente aus dem Leben Jesus zusammen mit homosexuellen und lesbischen Menschen dargestellt. Elisabeth Ohlson Wallin „vermischt die Bilder und Symbolik von Kirchenkunst und queerer Kultur und positioniert Jesus im heutigen Schweden“. Auslöser für die Fotoserie war der Tod mehrerer Freunde von Elisabeth Ohlson Wallin Anfang der neunziger Jahre, die an AIDS gestorben waren, und die Haltung der Kirche zu Homosexualität, die die Vorstellung beförderte, AIDS sei eine Strafe Gottes. Die Ausstellung wurde erstmals 1998 in Stockholm gezeigt und rief kontroverse Reaktionen hervor. Danach wurden die Fotos im Dom zu Uppsala am Sitz des Erzbischofs von Schweden gezeigt, was dazu führte, dass Papst Johannes Paul II. die Audienz von Schwedens Erzbischof K. G. Hammar absagte. Verschiedentlich musste Elisabeth Ohlson nach wiederholten Bombendrohungen bei Vorführungen in Kirchenräumen unter Polizeischutz gestellt werden. Ecce Homo wurde von 1998 bis 2004 als Wanderausstellung in Schweden, Skandinavien und Europa gezeigt und Ohlson für ihre Arbeit mit mehreren Preisen ausgezeichnet. Die Ausstellung 2012 als Teil der Pride Week in Belgrad konnte nur unter massivem Polizeieinsatz gegen Demonstrationen der serbisch-orthodoxen Kirche und der islamischen Gemeinschaft durchgeführt werden.
Die Ausstellung „In Hate We Trust“ bestand aus einer Reihe großer inszenierter Fotos, in denen von den Medien veröffentlichte Berichte über Hassverbrechen nachgestellt wurden. Die Ausstellung startete am 9. November 2008 im Östergötlands Länsmuseum und löste in Schweden eine Debatte über Hassverbrechen gegen Schwule aus.
Nachdem im Jahr 2023 bei ihr eine unheilbarer Magenkrebserkrankung diagnostiziert wurde, arbeitete Ohlson Wallin noch an einer Gemeinschaftsausstellung in Borås und den Arbeiten für die Sendung „Min sanning“ (Meine Wahrheit) im Sveriges Television. Sie starb im Oktober 2024 im Kreis ihrer Familie.

## Ausstellungen (Auswahl) und Aufführungen

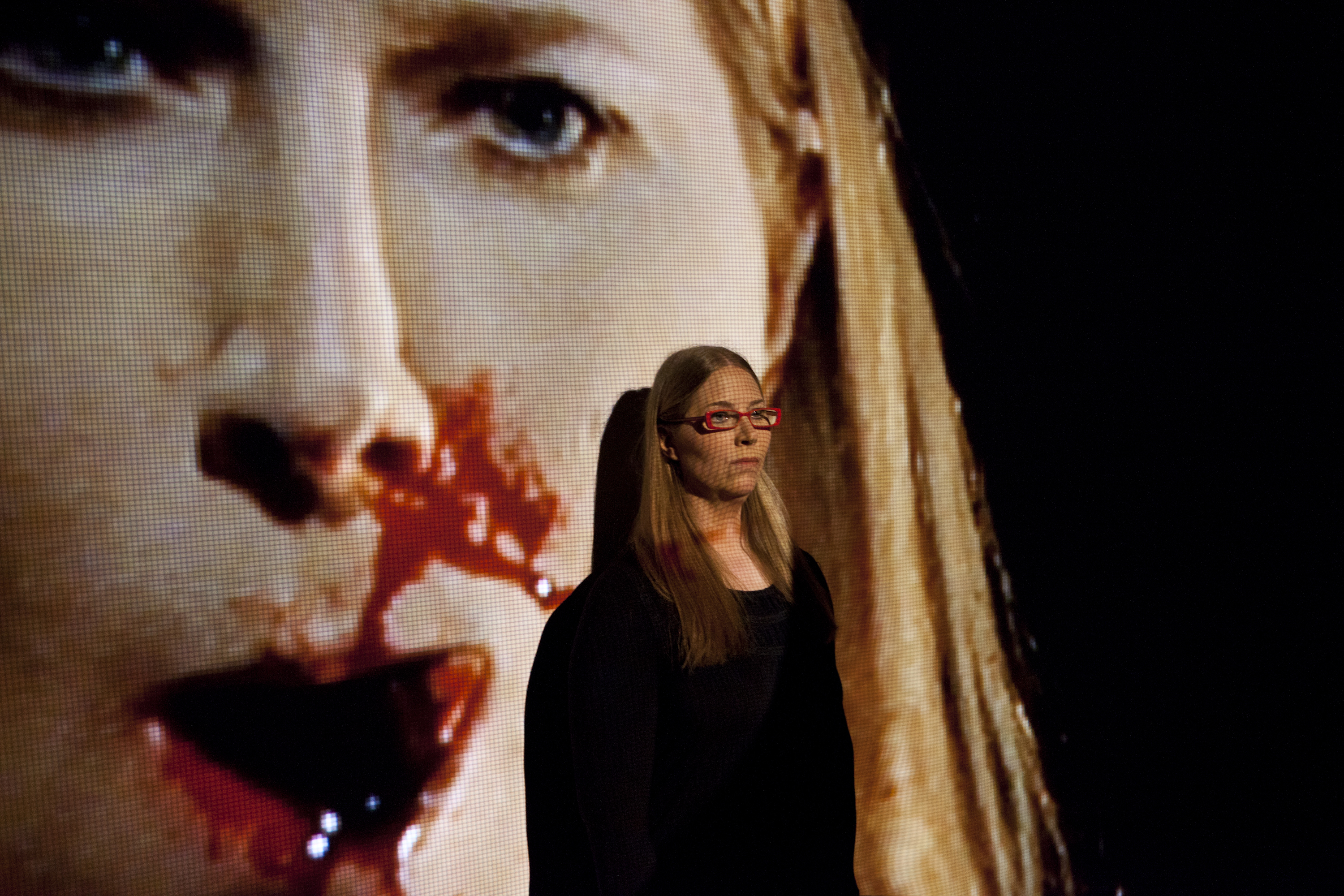
Foto zur Performance "Miss Julie", Hintergrundbild aus dem Film vom Kameramann Max Marklund, 2012

Elisabeth Ohlson Wallin hatte Ausstellungen unter anderem im Centro Galego de Arte Contemporánea (CGAC) in San Sebastian, dem Finnish Museum of Photography in Helsinki und dem Hasselblad Center in Göteborg. Ihr Theaterstück Kung Kristina Alexander wurde 2017 im Intima Theater in Stockholm und im Stadsteater in Göteborg aufgeführt. Die Aufzeichnung des Stückes wurde zusammen mit der Ausstellung id:TRANS gezeigt.
- 1998–2004, 2012: Ecce Homo. Wanderausstellung durch Skandinavien und Europa sowie Serbien 2012,[4][6] unter anderem im Dom zu Uppsala, dem Riksdagshuset in Stockholm[11] und dem Kristinehamns Konstmuseum in Kristinehamn[9][12]
- 2000: Amauros
- 2004: South Africa Via Dolorosa
- 2008–2009: Äkta — kärlek, politik, jobb. Malmö Museer, Malmö
- 2008–2009: Honor-related violence - a question for the others? Norrbotten Museum, Luleå
- 2009: In Hate We Trust. Wanderausstellung. Norrköpings Stadsmuseum in Norrköping, Östergötlands Länsmuseum in Linköping
- 2009: en todas as partes. políticas da diversidade sexual na arte. CGAC - Centro Galego de Arte Contemporánea, Santiago de Compostela
- 2010–2011: Jerusalem. Wanderausstellung durch Schweden
- 2012: Human Nature. Rauma Biennale Balticum, Rauma
- 2013: P.K. – en utställning om intolerans. Hälsinglands Museum, Hudiksvall
- 2015: Retrospektive der Arbeiten von 1988 bis 2012. Kunstmuseum, Eskilstuna
- 2016: Equally Different. Bohusläns Museum, Uddevalla
- 2017: Breast. Kvinnohistoriskt museum, Umeå
- 2018: And I Will Take You to Paradise. Kunstmuseet KUBE, Ålesund
- 2018–2020: id:TRANS.Från Kung Kristina till idag. Dalarnas-Museum in Falun,[2][10] Värmlands Museum in Karlstad[13]

Werke von Elisabeth Ohlson Wallin befinden sich im Schwedischen Nationalmuseum, im Museum für Neue Kunst (MONA) im estnischen Pärnu, im Arbetets Museum in Norrköping, im Dalarnas Museum in Falun und im Västergötlands Museum.
2007 wurde Elisabeth Ohlson Wallin mit dem „Dokumentärfotopriset“ (Preis für Dokumentarfotografie) des Arbetets Museum ausgezeichnet.